# Gaston Bazile
Pour les articles homonymes, voir Bazile.
Gaston Bazile est un journaliste satirique et homme politique français, né le 16 février 1883 à Vauvert (Gard) et mort le 30 octobre 1952 à Nîmes.

## Biographie
En 1900, Gaston Bazile fait partie des rédacteurs de l'hebdomadaire satirique de gauche Vauvert frondeur, fondé par Raoul Boissier. Il signe successivement sous les pseudonymes « Satyrix », « Nos », « Tzark » et « Jean d'Amour ».
Il est membre du Parti radical. Sous cette étiquette, il est élu député du Gard lors des élections législatives de 1924. En 1926, il est nommé pour quelques jours sous-secrétaire d'État à l'Instruction publique et aux Beaux-arts, chargé de l'Enseignement technique dans l'éphémère second gouvernement Herriot.
Réélu en 1928, il quitte la Chambre des députés en 1931, année de son élection au Sénat. Il conserve son mandat de sénateur jusqu'à la chute de la Troisième République.
Il appartient à la Société des félibres de Paris.
Il vote, le 10 juillet, en faveur de la remise des pleins pouvoirs au maréchal Pétain. Il ne retrouve pas de mandat parlementaire après la Libération.
Il est le père d'André Bazile, adjoint au maire de Nîmes de 1959 à 1965, cofondateur de la feria de Pentecôte.